# Paragylla endophaea
Paragylla endophaea är en fjärilsart som beskrevs av Paul Dognin 1899. Paragylla endophaea ingår i släktet Paragylla och familjen björnspinnare. Inga underarter finns listade i Catalogue of Life.